# Ficarazzi
Ficarazzi ist eine Stadt der Metropolitanstadt Palermo in der Region Sizilien in Italien mit 12.823 Einwohnern (Stand 31. Dezember 2023).

## Lage und Daten
Ficarazzi liegt 10 km östlich von Palermo an der SS 113. Die Einwohner leben hauptsächlich von der  Landwirtschaft, in der Zitrusfrüchte angebaut werden.
Die Nachbargemeinden sind Bagheria, Misilmeri, Palermo und Villabate.

## Geschichte
Ficarazzi entstand ab dem Jahre 1458. Der Ort wurde vom Vizekönig Pietro Speciale gegründet. Ein weiterer Ausbau des Ortes geht auf den Marchese Luigi Giardina de Guevara zurück, der das Territorium 1733 von den Theatinern übernahm.

## Sehenswürdigkeiten
- Kastell aus dem 15. Jahrhundert. Das Kastell wurde im 18. Jahrhundert zu einer Villa umgebaut.
- Aquädukt aus dem 15. Jahrhundert, der für die Bewässerung der Zuckerrohrpflanzungen errichtet wurde.